# Georg Schumann
Georg Alfred Schumann, né le 25 octobre 1866 à Königstein (royaume de Saxe) et mort le 23 mai 1952 à Berlin-Ouest, est un pianiste, chef d'orchestre, compositeur et pédagogue allemand. Il a été directeur de l'Académie de chant de Berlin de 1900 à 1950.

## Biographie

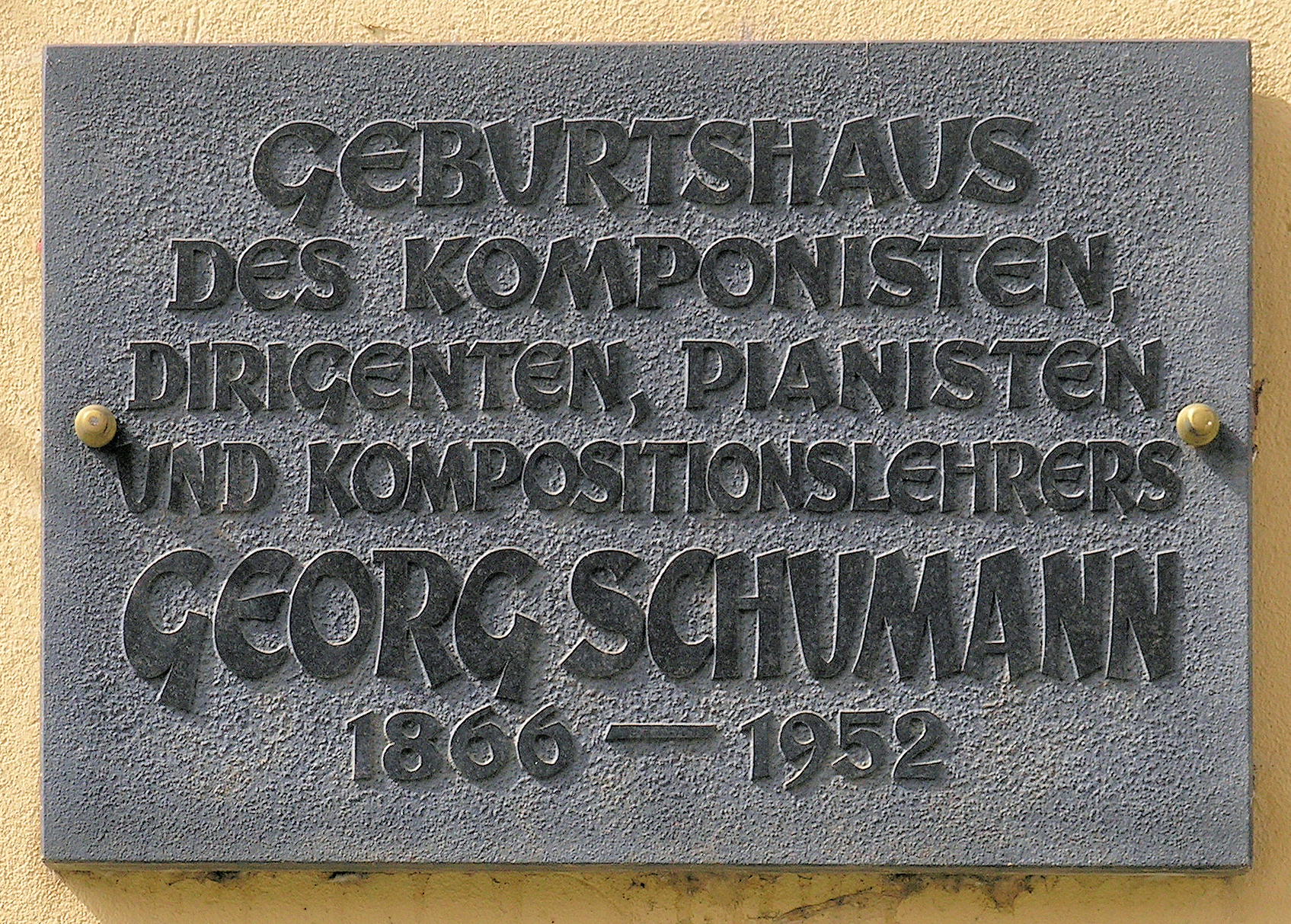
Plaque sur sa maison natale au Goethestraße 10, à Königstein.

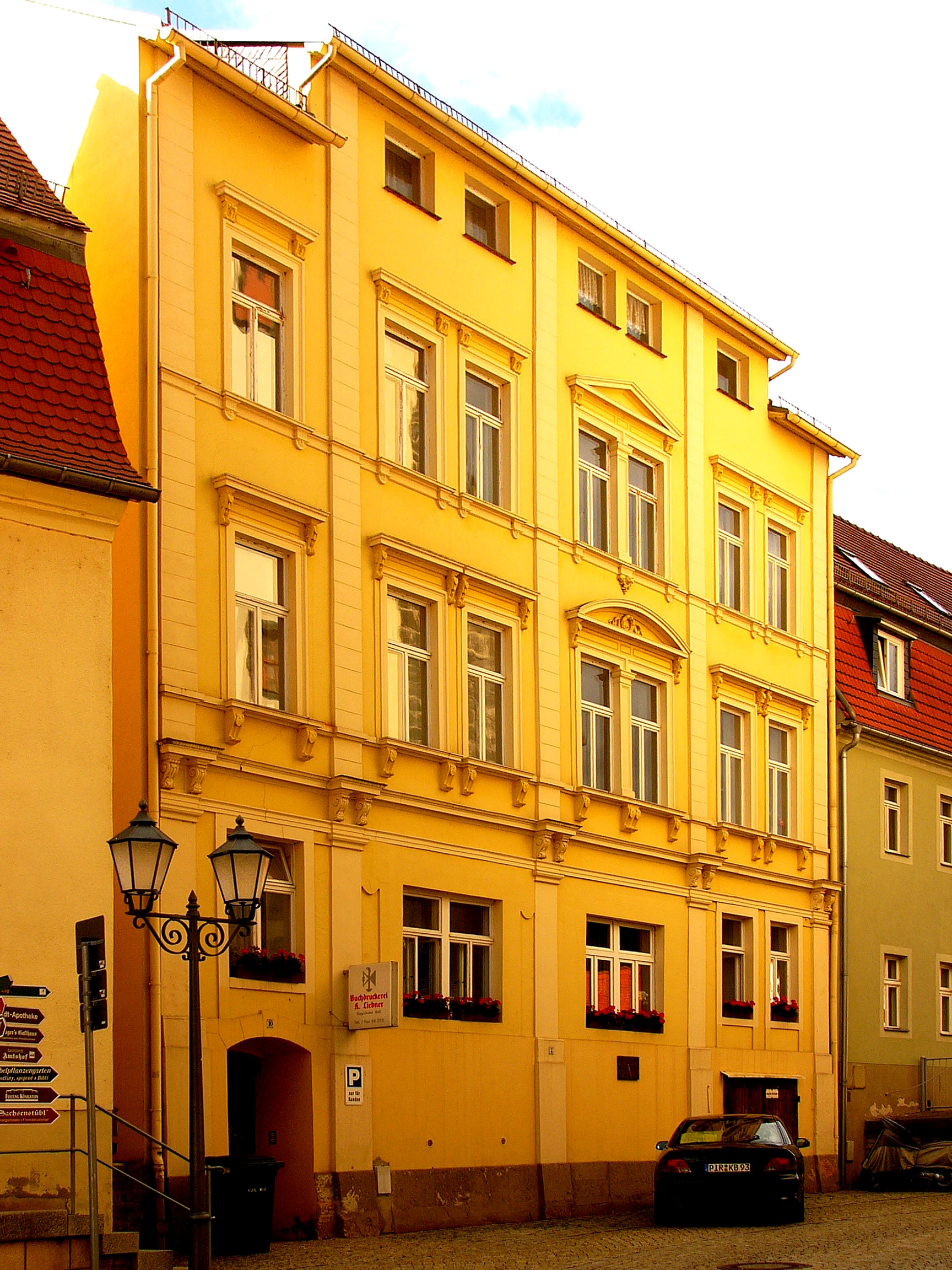
Maison natale de Georg Schumann.

Georg Schumann naît en 1866, comme deuxième enfant d'une famille de douze enfants du directeur de musique Clemens Schumann senior (1839-1918) et de son épouse Camilla Ottilie, née Müller, à Königstein. Il est le frère notamment du compositeur Camillo Schumann, d'Alfred Schumann (1868-1891) qui sera maître de concert à l'Orchestre philharmonique de Brême (de), de Clemens Schumann junior (1876-1938), violoniste de 1900 à 1936 à la Staatskapelle de Dresde.
Pendant que Georg Schumann étudie la musique à Dresde auprès du « roi de l'orgue » saxon Carl August Fischer et de l'unique élève de Julius Otto, Friedrich Baumfelder, il se produit en soliste avec le concerto pour piano en la mineur de Hummel et attire l'attention du compositeur et conférencier Carl Reinecke avec une sonate pour piano qu'il a composée lui-même, et ainsi il lui arrange un poste au Conservatoire de Leipzig, où il travaille de 1882 à 1888 tout en étudiant avec lui. Il rencontre Franz Liszt, Anton Rubinstein, Johannes Brahms, Arthur Nikisch, Gustav Mahler, Joseph Joachim, Carl Halir et Max Bruch, ce qui stimule son développement artistique.

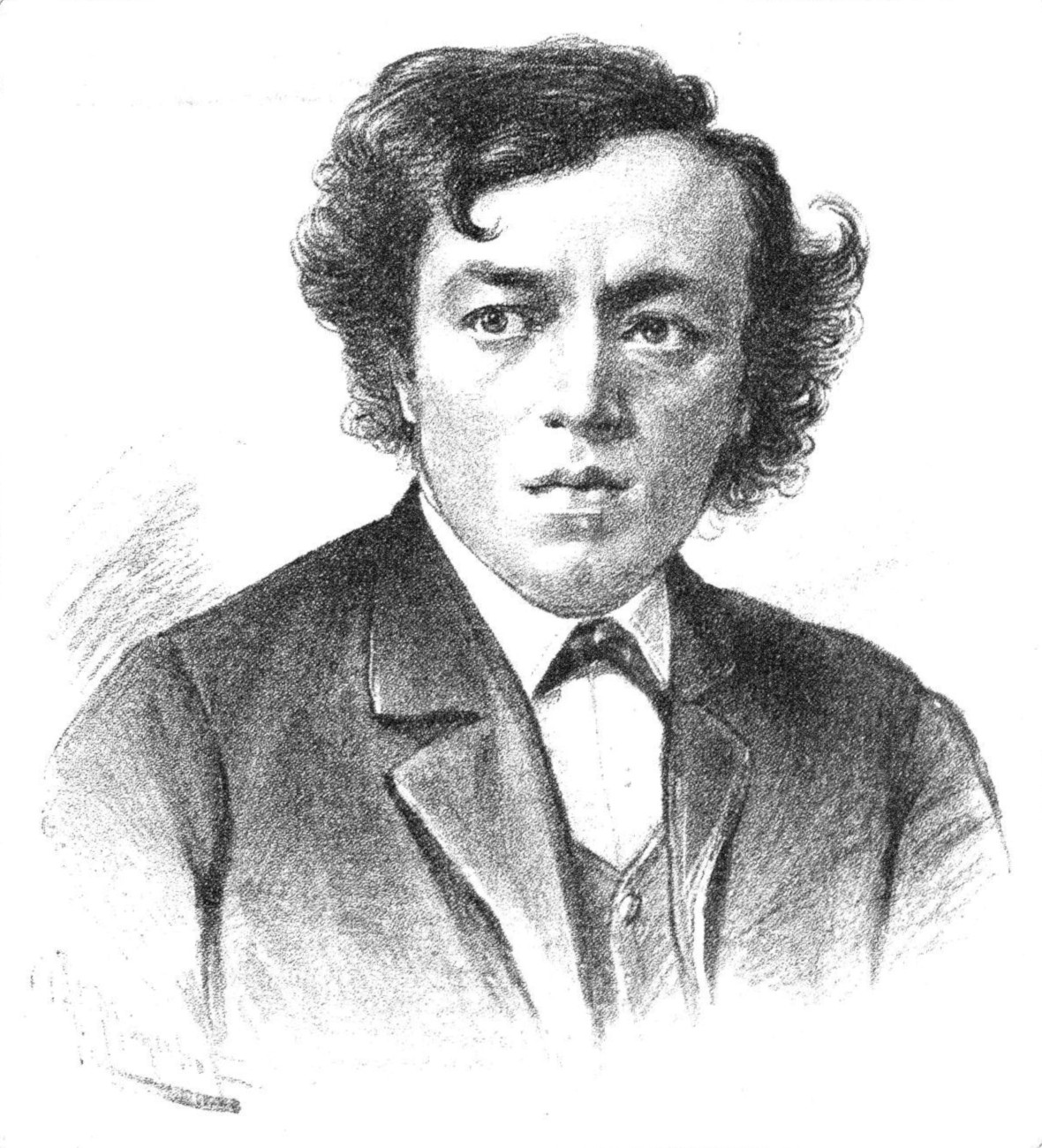
Portrait en 1890.

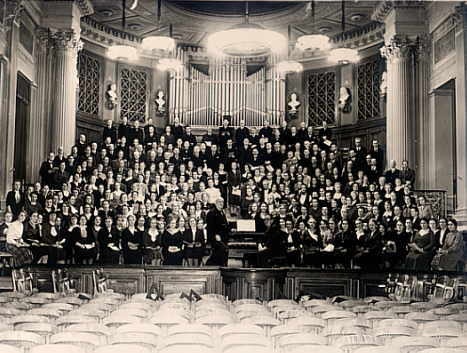
La Sing-Akademie zu Berlin avec son directeur Georg Schumann à Berlin-Mitte, en 1940.

Après avoir été chef d'orchestre et directeur de chœur de l'Union chorale de Dantzig (1890)  et de la Philharmonie de Brême (1896), il est nommé en 1900 directeur (directeur émérite en 1950) de l'Académie de chant de Berlin. En 1907, il est nommé membre, en 1918 vice-président et en 1934 président par intérim de l'Académie prussienne des arts, dont il dirige de 1913 à 1945 l'école principale de composition en tant que successeur de Max Bruch. Parmi ses élèves, l'on peut distinguer Hans Uldall (de), Shukichi Mitsukuri et Pantcho Vladiguerov.
Grâce à ces positions, Georg Schumann a eu une influence décisive sur la vie musicale allemande et surtout berlinoise. Avec Richard Strauss et d'autres, il fonde la coopérative des compositeurs allemands, l'actuelle GEMA, dont il devient membre honoraire. Il a été cofondateur de l'Association des chœurs de concert allemands, a fait campagne au sein de la Hilfsbund für deutsche Musikpflege (association d'entraide pour les musiciens allemands) pour les artistes dans le besoin et a obtenu le soutien de musiciens comme Arnold Schönberg à l'Académie des Arts.
Il a été à l'origine de l'acquisition et de la préservation de la maison de naissance de Jean-Sébastien Bach d'Eisenach et de son développement en tant que musée par la Neue Bachgesellschaft avec le consentement direct du Kaiser Guillaume II, dont il obtient un soutien financier pour ce projet. Avec le soutien de Sergiu Celibidache, chef d'orchestre de l'orchestre philharmonique de Berlin, et de Hans Chemin-Petit, directeur du chœur de la Philharmonie de Berlin, il travaille à la restauration de la vie musicale berlinoise après 1945.
Georg Schumann meurt en mai 1952 à l'âge de 85 ans à Berlin-Ouest. Il est enterré au cimetière paysager de Lichterfelde.

## Œuvre
Georg Schumann peut être relié au romantisme tardif extraverti et au néo-romantisme. Johannes Brahms et Robert Schumann (auquel il n'était pas apparenté), peuvent être cités comme modèles.
Il est l'auteur de plus d'une centaine de compositions, dont des œuvres chorales, comme des oratorios, de la musique de chambre, de la musique symphonique, dont la Symphonie en si mineur, l'œuvre chorale Amor und Psyche op. 3 (1888), l'oratorio Ruth opus 50 (1908), Variations et Gigue sur un thème de Haendel opus 72 (variation orchestrale 1925), un Humoreske en forme de variation, cousin de guerre d'hier soir Michel da op.74 (orchestration humoresque 1925) ainsi que la plupart des arrangements pour le prétendu Recueil de chansons folkloriques pour chœur d'hommes (Kaiserliederbuch), « publié à l'instigation de Sr. Mj. c'est-à-dire le Kaiser Guillaume II », une collection extrêmement étendue de plus de 600 chansons folkloriques dans des mouvements plus anciens et plus récents, etc.

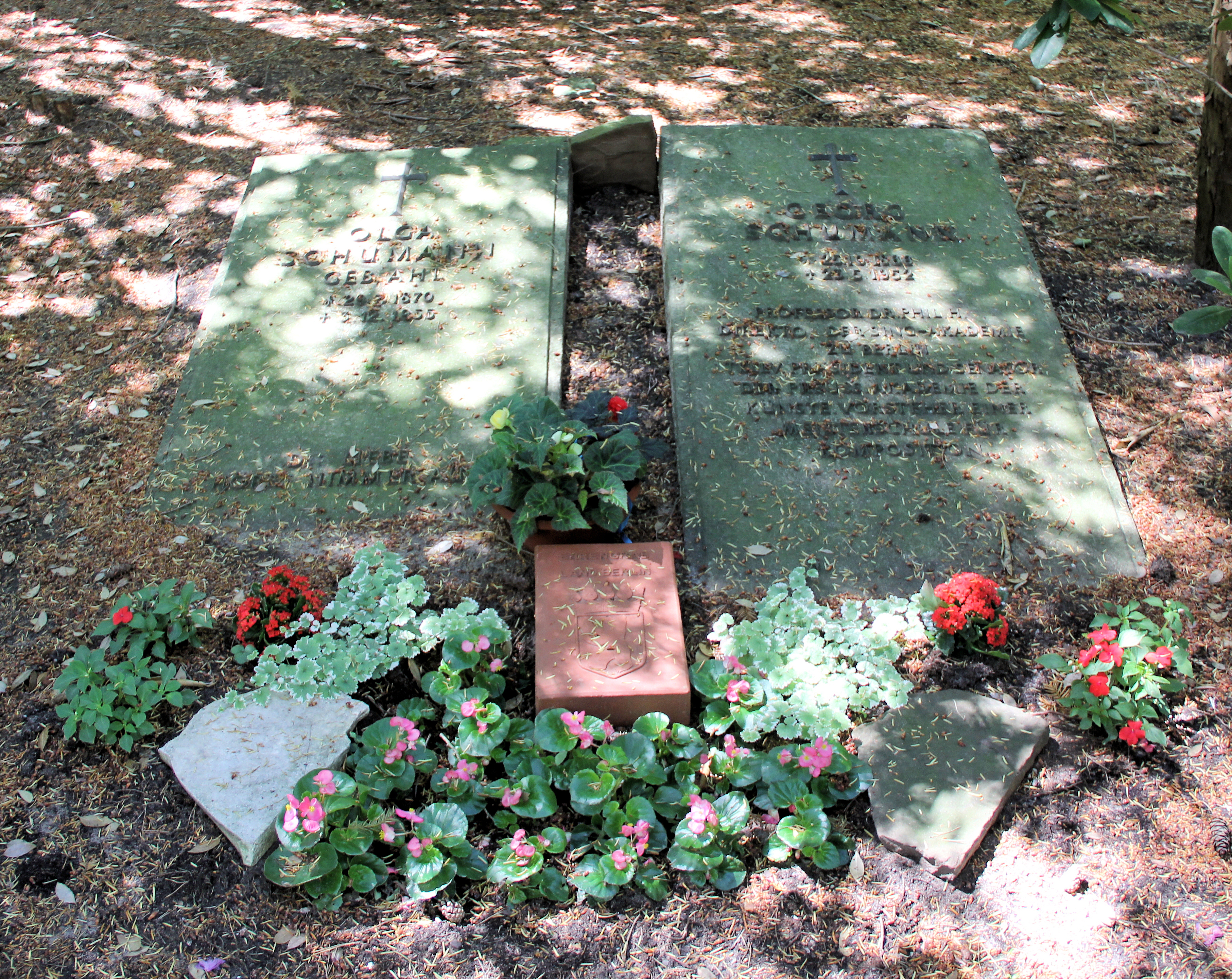
Tombe d'honneur de Georg Schumann.

Sa maison berlinoise de Villenviertel à Lichterfelde West a été arrangée en musée et centre d'expositions par la Georg Schumann Gesellschaft (Georg Schumann Haus).

## Quelques enregistrements
- 2015 – Georg Schumann – Klavierquartett und Cello-Sonate

1. Klavierquartett in f-moll op. 29 (1901)
2. Sonate für Klavier und Violoncello e-Moll op. 19
Münchner Klaviertrio – Michael Arlt, violon – Gerhard Zank, violoncelle – Donald Sulzen, piano – Dietrich Cramer, Viola als Gast
Classic production Osnabrück – Produktion mit dem Bayerischen Rundfunk
- 2014 – Georg Schumann –

Ballade g-Moll op. 65
Gabriela Moyseowicz, piano
primTon Berlin
- 2013 – Georg Schumann – Lieder und Klavierstücke

6 Lieder op. 56
3 Lieder op. 15
Mädchenlieder op. 35
3 Lieder op. 14
3 Lieder op. 38 + Klavierwerke: Erinnerungen op. 36 Nr. 2
Im Frühling op. 36 Nr. 5
Wie wogt es op. 4 Nr. 2
Am Abend op. 23 Nr. 2
Silvia Weiss, soprano – Karola Theill, piano
CPO – Produktion mit Deutschlandradio Kultur
- 2014 – Georg Schumann – Preis-Symphony und Serenade

1 Symphonie in h-moll – Preis-Symphonie (1887)
2 Serenade op. 34
Münchner Rundfunkorchester – Christoph Gedschold, direction
CPO – Produktion mit dem Bayerischen Rundfunk
- 2011 – Georg Schumann – Klaviertrios Nr. 1 und 2 (cpo)

1. Trio No. 1 op. 25 in F major (1899)
2. Trio No. 2 op. 62 in F major (1916)
Münchner Klaviertrio – Michael Arlt, violon – Gerhard Zank, violoncelle – Donald Sulzen, piano
CPO – Produktion mit Deutschlandradio Kultur
- 2007 – Georg Schumann – Jerusalem, du hochgebaute Stadt (Guild)

3 Choral-Motetten für mehrstimmigen gemischten Chor, Op. 75
„Jerusalem, du hochgebaute Stadt“
„Sollt ich meinem Gott nicht singen?“
„Mit Fried und Freud ich fahr dahin“
5 Choral-Motetten für mehrstimmigen gemischten Chor, Op. 71
„Wie schön leucht’ uns der Morgenstern“
„Jesus, meine Zuversicht“
„Ermuntre dich, mein schwacher Geist“
„Wachet auf, ruft uns die Stimme“ – Ein Festgesang
„Vom Himmel hoch da komm ich her“
The Purcell Singers, Mark Ford, Mary Nelson, soprano – Geraldine McGreevy, soprano
Guildmusic
- Georg Schumann – Violinsonaten

1. Satz der Violinsonate in cis-Moll op. 12
2. Satz der Violinsonate in cis-Moll op. 12
2. Satz der Violinsonate in d-Moll op. 55
3. Satz der Violinsonate in d-Moll op. 55
Volker Burkhart, Christoph Weinhart
JUBAL
- 2001 – Georg Schumann – Chorwerke

3 Motetten für gemischten Chor op. 52
3 geistliche Gesänge für gemischten Chor op. 31
4 Lieder für Männerchor op. 41
3 geistliche Lieder für gemischten Chor op. 51
Gesänge Hiobs – 3 Motetten für gemischten Chor und Orgel op. 60
3 altdeutsche Lieder für gemischten Chor op. 63
The Purcell Singers, Mark Ford
ASV
- Georg Schumann – Geistliche Musik der Spätromantik für Chor, Orgel und Orchester

Passacaglia und Finale über B-A-C-H für Orgel, op. 39
Jerusalem, du hochgebaute Stadt op. 75,1
Mit Fried und Freud fahr ich dahin, Vorstudie (1933) zu op. 75,3
Herzlich lieb hab ich dich, o Herr, aus op. 77,8
Einer ist König, aus op. 77,6
3 geistliche Gesänge für Gemischten Chor a cappella op. 31
Symphonische Variationen über den Choral Wer nur den lieben Gott lässt walten op. 24
Jörg Strodthoff, Sing-Akademie zu Berlin, Alsfelder Vokalensemble u. a.
JUBAL

## Archives
Les archives de Georg Schumann se trouvent en grande partie à la Bibliothèque d'État de Berlin et aux Archives de l'Académie des arts. Des lettres de Georg Schumann se trouvent à la Leipziger Musikverlages C. F. Peters aux Archives d'État de Leipzig.